# Lisa Dahlkvist
Lisa Karolina Viktoria Dahlkvist (født 6. februar 1987) er en svensk fodboldspiller, der spiller som midtbanespiller for KIF Örebro og Sveriges landshold. Hun har tidligere spillet for Umeå IK, Kopparbergs/Göteborg FC og Tyresö FF i Damallsvenskan, for Avaldsnes IL i den norske Toppserien og for Paris Saint-Germain i den franske Division 1 Féminine.
Dahlkvist fk sin debut for Sveriges landshold i 2008 og har spillet over 130 landskampe. Hun har spillet for sit land ved VM i fodbold for kvinder i 2011 og 2015, ved sommer-OL 2012 og ved EM i fodbold for kvinder i 2009, 2013 og 2017. Hendes far, Sven "Dala" Dahlkvist, spillede for AIK og spillede 39 kampe for Sveriges fodboldlandshold mellem 1979 og 1985.